# Scott Pruitt

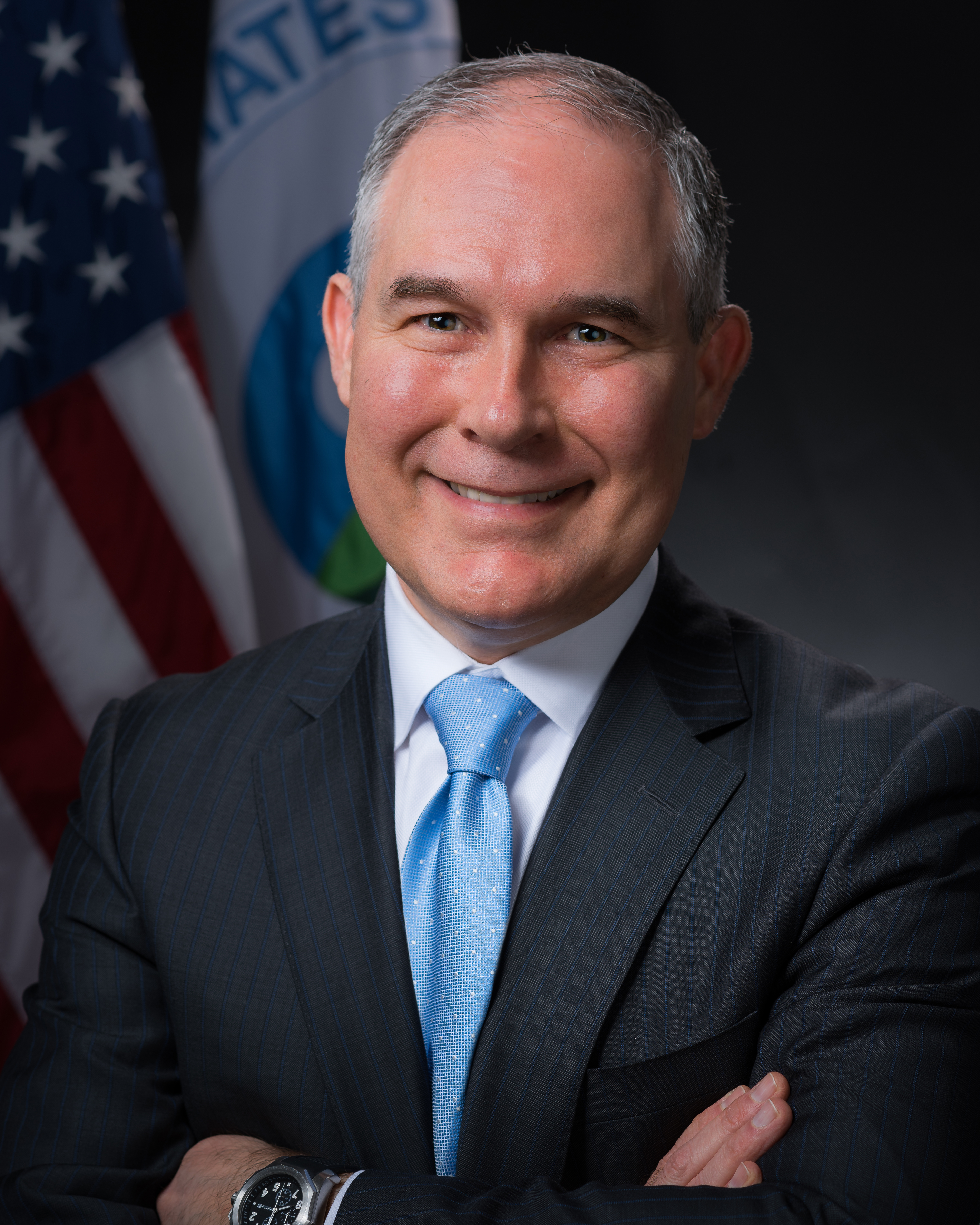
Scott Pruitt, 2017

Edward Scott Pruitt (* 9. Mai 1968 in Danville, Kentucky) ist ein US-amerikanischer Anwalt, Lobbyist und republikanischer Politiker aus dem Bundesstaat Oklahoma. Er war von 2010 bis 2017 Attorney General von Oklahoma und vom 17. Februar 2017 bis zu seinem Rücktritt am 5. Juli 2018 Leiter der amerikanischen Umweltschutzbehörde EPA im Kabinett Trump I.

## Leben
Im Jahr 2001, als der Kongressabgeordnete Steve Largent beschloss, sich im 1. Wahldistrikt Oklahomas nicht wiederwählen zu lassen, bewarb sich Pruitt erfolglos um die Nominierung der Republikanischen Partei als Kandidat für den US-Kongress. Im Wahlzyklus von 2002 wurde Pruitt ohne Gegenkandidat in den Senat von Oklahoma wiedergewählt. Anstatt sich im Jahr 2006 bestätigen zu lassen, begann Pruitt eine letztlich gescheiterte Kampagne, um die republikanische Nominierung für die Wahl zum Vizegouverneur von Oklahoma zu erhalten. Er wurde 2010 als Nachfolger von Drew Edmondson zum Generalstaatsanwalt Oklahomas gewählt.
Am 7. Dezember 2016 gab der gewählte US-Präsident Donald Trump Pruitt als seinen Kandidaten für die Leitung der US-Umweltschutzbehörde Environmental Protection Agency (EPA) bekannt. Sechs demokratische Senatsabgeordnete und das Public Works Committee forderten daraufhin mehr Informationen von Pruitts Verbindungen zu Organisationen der Ölbranche. Dazu gehört die Organisation „Freedom Partners“ der Brüder Koch und das Unternehmen Devon Energy aus Oklahoma. Pruitt war nach seiner Bestätigung durch den Senat der Vereinigten Staaten vom 17. Februar 2017 bis zu seinem Rücktritt am 5. Juli 2018 im Zuge vieler Skandale (siehe unten) Leiter der EPA während Donald Trumps erster Präsidentschaft.

## Wirken

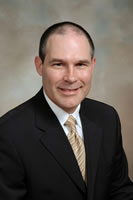
Scott Pruitt (2003)

Pruitt ist ein Klimawandelleugner und gilt als entschiedener Gegner von Umwelt- und Klimaschutzmaßnahmen, der seit Jahren professionell damit beschäftigt ist, die globale Erwärmung zu bestreiten und Klimapolitik zu verhindern. In seiner Zeit als Generalstaatsanwalt war er eine der treibenden Figuren im Kampf gegen Präsident Obamas Klimaschutzkonzepte. Gemeinsam mit weiteren republikanischen Generalstaatsanwälten und Unternehmen aus der Energiebranche setzte er sich u. a. gegen Maßnahmen zum Umwelt-, Klima- und Gesundheitsschutz ein. Unter anderem kämpfte er gegen Grenzwerte für Luftverschmutzung in Nationalparks, Methanlecks bei der Erdgasförderung und Quecksilber- und Arsenemissionen bei Kohlekraftwerken und versuchte, den Schutzstatus einer bedrohten Präriehuhnart aufheben zu lassen, in der er eine Gefahr für die Öl- und Gasförderung sah. Als Anwalt verklagte er im Zeitraum 2011 bis 2016 insgesamt dreizehnmal die staatliche Environmental Protection Agency (EPA). 2014 ließ er einen Öl- und Gaskonzern unter seinem offiziellen Briefkopf eine Beschwerde gegen die EPA schreiben. Seit 2002 erhielt er mehr als 300.000 US-Dollar von Unternehmen der fossilen Energiebranche.
Kurz vor seiner Bestätigung im Senat ordnete ein Gericht die Offenlegung von Pruitts dienstlichen E-Mails während seiner Zeit als Generalstaatsanwalt an. Hierbei wurden enge Kontakte zwischen Pruitt und verschiedenen Unternehmen wie Devon Energy und Lobbyorganisationen wie Americans for Prosperity, American Legislative Exchange Council und American Fuel and Petrochemical Manufacturers bekannt. Unter anderem stimmten sich Pruitt und diese Unternehmen und Organisationen mit Meetings, Telefonaten und Abendessen im gemeinsamen Vorgehen gegen Umwelt- und Klimaschutzrichtlinien ab. Von Unternehmenslobbyisten und -anwälten ließ sich Pruitt mehrfach Vorlagen für Beschwerdebriefe und Klagen gegen die Umweltbehörde EPA schreiben, die er dann übernahm. Dabei kennzeichnete die Abteilung für Öffentlichkeitsarbeit von Devon Energy explizit die Stellen, die Pruitt übernehmen sollte; anschließend folgte eine Dankesmail aus Pruitts Büro für die Hilfestellung. 2013 stimmte sich beispielsweise Pruitts Büro mit der Lobbyorganisation American Fuel and Petrochemical Manufacturers ab, um zwei EPA-Regulierungen auszuhebeln, die die Nutzung erneuerbarer Energien und eine Begrenzung smogverursachender Chemikalien vorsahen. Mitarbeiter der Lobbygruppe trafen sich mit Pruitt und lieferten Textvorschläge für ihn; ein Offizieller der Organisation schrieb, die vorgebrachte Argumentation gegen diese Regulierung sei glaubwürdiger, wenn sie von staatlicher Seite vorgetragen würde. Einige Monate später stellte Pruitt die beiden Anträge. Für Pruitts Hilfe bedankte sich u. a. Matt Ball, Vorsitzender von Americans for Prosperity, während aus Pruitts Büro wiederum Dankesschreiben an Devon Energy für die „unheimliche“ Unterstützung gesandt wurden. Zweck dieser Tätigkeiten war es, Umweltschutzbestimmungen aufzuweichen oder ganz zu verhindern.
Im Oktober 2017 wurde bekannt, dass sich Pruitt zwischen Februar und Mai 2017 als Leiter der Umweltbehörde EPA nahezu täglich mit leitenden Angestellten und Lobbyisten von Industrieunternehmen traf, die von der EPA reguliert werden. Mit Umweltschutz-, Verbraucherschutz und Gesundheitsschutzorganisationen traf er sich im gleichen Zeitraum hingegen fast gar nicht. Eine EPA-Sprecherin verteidigte Pruitts häufige Treffen mit Industrieunternehmen. Die EPA sei in der Vergangenheit ein Musterbeispiel für übertriebene Regulierungsmaßnahmen gewesen, deshalb träfe sich die EPA nun mit all denjenigen, die unter der Präsidentschaft Obamas ignoriert worden seien.
An seinem letzten Arbeitstag vor seinem Rücktritt erlaubte die EPA mehreren kleinen LKW-Herstellern ein rechtliches Schlupfloch zu nutzen, das ihnen eine starke Ausweitung des Baus von Lastwagen mit alten Motoren ermöglicht, die rund 55 mal so viele Luftschadstoffe ausstoßen wie moderne LKWs. Für diese Regelung hatten mehrere kleinere Hersteller solcher LKWs bei Pruitt lobbiert, der sich anschließend trotz breiter Kritik von Umweltverbänden, großen LKW-Herstellern und Transportgewerbe für ihre Umsetzung ausgesprochen hatte.
Die Zeit unter Pruitt sei laut vielen EPA-Mitarbeitern der Tiefpunkt in der fast 50-jährigen Geschichte der EPA gewesen. Ein hoher EPA-Offizieller äußerte sich gegenüber dem Guardian, das Arbeiten unter Pruitts Leitung sei einfach nur „beschissen“. Die Mitarbeiter der EPA hätten es „so satt mit diesen Leuten. Wir warteten und wollten, dass endlich ein paar Erwachsene auftauchen.“ Aber „mit dem unablässigen Strom von Schwachsinn vonseiten Pruitts und seiner Kumpanen umzugehen,“ sei hart. (“This sucks. It sucks big”. “People are so done with these folks. We wanted and waited for some adults to show up. But the relentless tide of bullshit from Pruitt and his cronies is tough to deal with.”)

## Positionen
Pruitt ist laut dem Umwelthistoriker Leif Frederickson feindlich eingestellt gegen den gesetzlichen Auftrag der EPA, den Umwelt- und Gesundheitsschutz. Im März 2017 äußerte Pruitt, er glaube nicht, dass Kohlenstoffdioxidemissionen ein nennenswerter Treiber der globalen Erwärmung seien; es gäbe „enorme Meinungsunterschiede“ über deren Wirkungen. Deswegen glaube er nicht, dass der Mensch und sein Wirken ein „primärer Faktor“ bei der globalen Erwärmung sei. In der Wissenschaft besteht hingegen ein praktisch einhelliger wissenschaftlicher Konsens, dass durch menschliche Aktivitäten freigesetztes Kohlendioxid die Hauptursache der gegenwärtig stattfindenden Erderwärmung ist.
Im April 2017 sprach sich Pruitt als erstes ranghohes Mitglied der Trump-Regierung für einen Ausstieg aus dem Übereinkommen von Paris aus. Das Klimaschutzabkommen, Ende 2015 von fast 200 Staaten der Welt gemeinsam beschlossen, sei ein schlechter Deal, verschlechtere die Konkurrenzfähigkeit der US-Wirtschaft und widerspreche der America-First-Doktrin.
Pruitt ist evangelikaler Christ. Im Februar 2018 begründete er sein Verlangen, natürliche Ressourcen wie Erdöl und Kohle zu verbrauchen, mit einem biblischen Auftrag. Nach der christlichen Bibel habe der Mensch die Verpflichtung, die natürlichen Ressourcen, mit denen er gesegnet sei, „zu bewirtschaften, zu kultivieren und zu ernten“. In seiner Zeit als Senator in Oklahoma hatte er bereits die Existenz der Evolution als „unbewiesene Theorie“ abgestritten und behauptet, für diese gäbe es nicht „ausreichend wissenschaftliche Fakten“. In seinem Rücktrittsgesuch an Präsident Trump schrieb Pruitt, es sei "Gottes Vorsehung" gewesen, die Trumps Präsidentschaft ermöglicht habe. "Die gleiche Vorsehung" habe ihn selbst auf seinen Posten in Trumps Kabinett gebracht.

## Kontroversen
Pruitts Amtszeit als EPA-Chef war durch eine Vielzahl von Kontroversen und Skandalen geprägt, die am 5. Juli 2018 zu seinem Rücktritt führten. In der Woche zuvor hatten diverse Enthüllungen für besonders viele negative Schlagzeilen gesorgt. Neben seinen politischen Entscheidungen, die vor allem Umwelt-, Gesundheits- und Klimaschutzbestimmungen aufweichten oder abschafften, erregten zahlreiche Affären öffentliches Interesse. Mitte Mai 2018 liefen mindestens 14 offizielle Untersuchungen gegen Scott Pruitt ; unter anderem im Weißen Haus, im Kongress und der Umweltbehörde selbst, drei hochrangige Behördenmitarbeiter verließen diese. 170 demokratische und vier republikanische Kongressabgeordnete forderten Pruitts Rücktritt. Anfang Mai waren es noch 11 offizielle Untersuchungen gewesen.

### Korruptionsvorwürfe
In seiner Amtszeit wurden mehrfach Korruptionsvorwürfe gegen Pruitt laut. Kurz nach seiner Nominierung als EPA-Chef forderten sechs demokratische US-Senatoren und das Public Works Committee mehr Informationen über Pruitts Verbindungen zu Organisationen der Ölbranche. Dazu gehört die Organisation „Freedom Partners“ der Brüder Koch und das Unternehmen Devon Energy aus Oklahoma. Als Spender in Pruitts Wahlkämpfen in Oklahoma traten unter anderem die Brüder Charles und David Koch sowie weitere Unternehmer aus der Öl- und Gasbranche auf. Interessengruppen aus dem Koch-Netzwerk betrieben nach Donald Trumps Wahl zudem gezielt Lobbyismus im Senat und im Kongress, um Pruitt zum Chef der Umweltbehörde EPA zu machen. Insgesamt erhielt er über 300.000 Dollar Wahlkampfspenden von fossilen Energiekonzernen.
Im März 2018 wurde bekannt, dass Pruitt die ersten sechs Monate in Washington bei einer mit einem Energielobbyisten verheirateten Pharmalobbyistin eine Wohnung mietete. Beide hatten im Wahlkampf auch für Pruitt gespendet. Pruitt brauchte nur für tatsächliche Übernachtungen bezahlen; eine Übernachtung kostete 50 Dollar. Insgesamt bezahlte Pruitt in den 6 Monaten, die er in dieser Wohnung blieb, 6100 Dollar Miete. Laut Maklerangaben betragen die Marktpreise in der Gegend etwa 3500 Dollar pro Monat. Kritisiert wird in diesem Kontext unter anderem, dass Pruitt 2017 eine Genehmigung für eine umstrittene Öl-Pipeline erteilte, für die sich der Ehemann von Pruitts Vermieterin in seiner Tätigkeit als Energielobbyist aktiv eingesetzt hatte.
Zudem wies Pruitt Mitarbeiter der EPA an, für seine Frau einen Beruf zu suchen. Zunächst sollte ein Mitarbeiter den Vorstand einer Fast-Food-Kette kontaktieren, um auszuloten, ob seine Frau eine Franchise-Eignerin werden könne. Später beauftragte er Mitarbeiter damit, für seine Frau einen Job bei einer republikanischen Organisation zu organisieren, wo sie mindestens 200.000 Dollar im Jahr verdienen würde.
Kurz vor seinem Rücktritt wurde zudem öffentlich, dass Pruitt einen geheimen Terminkalender geführt habe, in dem er heimliche Treffen mit Industrielobbyisten eingetragen habe, die er vor der Öffentlichkeit verschweigen wollte. Zudem sollen Angestellte Hinweise auf diese Treffen beseitigt haben. Eine Mitarbeiterin, die dieses Vorgehen aufgrund rechtlicher Probleme kritisierte, wurde entlassen. Ebenfalls ließ Pruitt Angestellte mit ihren eigenen Kreditkarten für seine Hotelbuchungen bezahlen.

### Verschwendung öffentlicher Gelder
Pruitt wurde mehrfach vorgeworfen, öffentliche Gelder zu verschwenden. Unter anderem kosteten seine Flugreisen im ersten Dienstjahr mehr als 168.000 Dollar, da Pruitt entgegen dem Rat seiner Beamten grundsätzlich in der ersten Klasse oder mit Charterflügen flog. Pruitt begründete dies mit einer höheren Sicherheit in der ersten Klasse. Eine von ihm beantragte Charterflug-Flatrate für 100.000 Dollar pro Monat wurde von einem Mitarbeiter abgelehnt. Dieser wurde anschließend strafversetzt. Kritisiert wurden ebenfalls häufige Flüge in seinen Heimatstaat Oklahoma.
Viel Geld floss ebenfalls in sein Büro. Unter anderem ließ er eine 43.000 Dollar teure abhörsichere Telefonzelle einrichten, zudem ließ er sein Büro für 3000 Dollar auf Abhörgeräte untersuchen und mit biometrischen Fingerabdruckscannern für 5800 Dollar sichern. Ein Antrag für einen 70.000 Dollar teuren schusssicheren Schreibtisch wurde von einem Untergebenen abgelehnt; diesem wurde anschließend gekündigt. Insgesamt wurden fünf teils hochrangige EPA-Beamte versetzt, degradiert oder gekündigt, die Pruitts Beschaffungsforderungen ablehnten oder ihm gegenüber kritisch eingestellt waren. Zwei von ihm geschätzte Mitarbeiter erhielten dagegen trotz Widerspruch des Weißen Hauses Gehaltserhöhungen in Höhe von bis zu 50 Prozent.

## Rezeption
Aufgrund seiner Skandale und verursachten Kontroversen war Pruitt auch unter Republikanern umstritten. So äußerte unter anderem der als gemäßigt geltende republikanische Abgeordnete Carlos Curbelo, Pruitt habe seine „Aufgabe schrecklich schlecht gemacht“ und sei „vom ersten Tag an eine Katastrophe und eine Peinlichkeit“ gewesen. Das Land sei „ohne ihn weitaus besser dran“.
Die Frankfurter Allgemeine Zeitung schrieb nach seinem Rücktritt, dass die Skandale, die Pruitt auf dem „Kerbholz“ habe, „nach Ansicht seiner Kritiker für zehn Rücktritte gereicht“ hätten. Die Stuttgarter Zeitung schrieb, wenn man in dem schillernden Kabinett von Donald Trump einen besonders krassen Kandidaten für Verschwendungssucht und Korruption suche, komme man an Pruitt nicht vorbei. DerStandard zitierte mit Verweis auf Trumps Aussage, er wolle den Sumpf in Washington trockenlegen, die republikanische Senatorin Joni Ernst mit den Worten, Pruitt sei „so sumpfig, wie man nur sumpfig sein kann“. Zugleich attestierten sie Pruitt, bei ihm paarten sich „notorisches Misstrauen“ „mit schamloser Vetternwirtschaft und einer Selbstherrlichkeit, die an Sonnenkönige denken ließ“.
Die Welt nannte Pruitt „ein sehr krasses Beispiel für den Ruch der Korruption, der über der Trump-Regierung liegt“ und führte in diesem Zusammenhang eine Rücktrittsforderung der rechtskonservativen Fox-News-Kommentatorin Laura Ingraham an, die mit den Worten „Pruitt ist der Sumpf. Legt ihn trocken“ für Pruitts Ablösung plädiert hatte. T-online.de bezeichnete die Ansammlung an „Vergehen“ als „haarsträubend“ und schrieb, er sei „der unverschämteste Mann in Washington“ gewesen.
Die wissenschaftliche Fachzeitschrift Nature kommentierte in einem Editorial, am Bemerkenswertesten an Pruitts Rücktritt sei, dass er so spät gekommen sei. Pruitt sei in „jederlei Hinsicht nicht geeignet [gewesen], eine der weltweit bedeutendsten wissenschaftsbasierten Regulierungsbehörden zu leiten“. „Mit Abstand am Schlimmsten“ sei „seine schiere Nichtanerkennung sowohl der Wissenschaft als auch der Wissenschaftler unter seiner Verantwortung“ gewesen. Zudem habe Pruitt in seiner eineinhalb Jahre währenden Amtszeit nicht ein einziges Mal das Office of Research and Development besucht, die EPA-Abteilung, in der der Großteil der EPA-Wissenschaftler arbeitet.
Trump äußerte nach Pruitts Rücktritt, seine Arbeit sei „herausragend“ gewesen; er sei „sehr glücklich“ damit gewesen. Lob für Pruitt kam auch von Myron Ebell vom Competitive Enterprise Institute und dem republikanischen Senator Jim Inhofe, zwei zentrale Figuren in der US-Klimaleugnerszene.